# Капітонов Євген Павлович
Євген Павлович Капіто́нов (нар. 21 квітня 1936, Нерль) — український і російський актор театру, кіноактор і педагог.

## Біографія
Народився 21 квітня 1936 року в селищі міського типу Нерлі (нині Івановська область, Росія). Закінчив Сімферопольське музичне училище імені Петра Чайковського. 1956 року закінчив школу-студію при Кримському академічному російському театрі імені Максима Горького у Сімферополі і був прийнятий до трупи цього театру.
У Кримському драматичному театрі працював до 1958 року; у 1959—1964 роках — актор Музично-драматичного театру імені Максима Горького міста Арзамаса-16; у 1964—1965 роках грав на сцені Театру імені Максима Горького у місті Свердловську-44. У 1965 році повернувся до Кримського драматичного театру, де працював до 1999 року. Одночасно у 1981—1985 та у 1996—2000 роках викладав сценічну мову в Кримському театральному училищі при Академічному театрі імені Горького.
У 1999 році перейшов до Російського театру драми імені Олександра Пушкіна у Санкт-Петербурзі. Також бере участь у низці літературно-театральних програм, телевиставах, знімається у телесеріалах.

## Ролі

### У театрах
Кримський академічний російський драматичний театр імені Максима Горького
- Микола Задорожний — «Украдене щастя» Івана Франка;
- Мелузов — «Таланти і шанувальники» Олександра Островського;
- Прохор Громов — «Угрюм-ріка» В'ячеслава Шишкова;
- Віктор — «Варшавська мелодія» Леоніда Зоріна;
- Рябінін — «Вони були акторами» Віктора Орлова та Георгія Натансона;
- Стіва Облонський — «Анна Кареніна» Льва Толстого;
- Цар Федір — «Цар Федір Іоаннович» Олексія Толстого;
- Клавдій, Вінченціо — "Гамлет", «Приборкання норовливої» Вільяма Шекспіра;
- Стільяно — «Моя сім'я» Едуардо де Філіппо;
- Ксанф — «Езоп» Гільєрме Фігейредо;
- Берліоз, Гетьман — «Майстер і Маргарита», «Дні Турбіних» Михайла Булгакова;
- Тетерев, Єгор Буличов, Коломійцев — «Міщани», «Єгор Буличов та інші», «Останні» Максима Горького;
- Керенський — «Далі, далі, далі…» Михайла Шатрова;
- Кавалер ді Ріппафрата — «Трактирниця» Карло Гольдоні.

Російський державний академічний театр драми імені Олександра Пушкіна
- Єрмолай — «Пара гнідих» Олександра Бєлінського;
- Дяк, Щелканов — «Казка про царя Салтана», «Борис Годунов» Олександра Пушкіна;
- Батько Дон Жуана — «Дон Жуан» Мольєра;
- Людина Крутицького — «На всякого мудреця досить простоти» Олександра Островського;
- Растаковський — «Ревізор» Миколи Гоголя;
- О'Дауд — «Ярмарок марнославства» Вільяма Текерея;
- Пастор — «Дерева помирають стоячи» Алехандро Касони;
- Кутейкін — «Недоросток» Дениса Фонвізіна;
- Чиновник — «Двійник» Федора Достоєвського;
- Професор Немур — «Квіти для Чарлі» Деніела Кіза.

### У кіно
- 1981 — «Вони були акторами», епізод;
- 1983 — «Справа за тобою», тренер з плавання (озвучив Юрій Саранцев);
- 1986 — «Ті, що зійшли з небес», «Старший», бригадир вантажників;
- 1987 — «Ваш спеціальний кореспондент», Троян, редактор;
- 2000 — «Полювання на Попелюшку», епізод;
- 2000 — «Імперія під ударом», гість з тостом;
- 2001 — «Вулиці розбитих ліхтарів-3», пенсіонер;
- 2002—2003 — «Короткі історії»:
  - 2002 — «13-а категорія розуму», могильник;
  - 2002 — «Російські соболя», інспектор поліції;
  - 2003 — «Курці опіуму», Григорій Григорович, господар мебльованих кімнат;
- 2002 — «Таємниці слідства-2», господар квартири;
- 2003 — «Кохання імператора», епізод;
- 2003 — «Як у старому детективі», дачний сусід;
- 2005 — «Фаворит», господар готелю в Берліні;
- 2005 — «Ревізор» (фільм-вистава), Растаковський;
- 2005 — «Ментовські війни-2», Олександр Іванович, капітан судна;
- 2006 — «Морські дияволи-1», керівник запуску;
- 2006 — «Ленінградець», консьєрж у спецбудинку;
- 2006 — «Захист Красіна», Валентин, кримінальний авторитет;
- 2007 — «Юнкера», епізод;
- 2007 — «Тіні минулого», Васильєв;
- 2007 — «Сліпий-3», Крюгге;
- 2007 — «Пером і шпагою», епізод;
- 2007 — «Мушкетери Катерини», Гаранін;
- 2007 — «Закон мишоловки», депутат;
- 2007 — «Ера Стрільця», дядько Вітя, сусід по дачі;
- 2007 — «Дюжина правосуддя», Олексій Михайлович Матвєєв;
- 2007 — «Варварини весілля», Артюхов-старший;
- 2008 — «Оголошено у розшук», дід Опанас Іванович;
- 2008 — «Олександр. Невська битва», боярин Роман Кулик;
- 2009 — «Опергрупа», новий господар квартири Волкових;
- 2009 — «Клеймо», «Кущ», кримінальний авторитет;
- 2010 — «Сімейна історія», напарник Сергія;
- 2010 — «Морські дияволи-4», Андрій Карлович;
- 2010 — «Літєйний, 4» (4-й сезон), Тарас (немає в титрах);
- 2010 — «Лігівка», «Битюг», старий карний злочинець-ведмежатник;
- 2010 — «Військова розвідка. Західний фронт», Заремба;
- 2011 — «Щасливчик Пашка», начальник в'язниці;
- 2011 — «Відрив», Олексій Іванович, військовий лікар;
- 2012 — «Я скасовую смерть», дід Олени;
- 2012 — «Чужий район-2», Михайло Михайлович Іголкін;
- 2012 — «Вантаж», Олексій Степанович Єфимцев, прокурор;
- 2013 — «Вулиці розбитих ліхтарів-13», Сергій Михайлович Сахаров, сусід Бандуріна;
- 2013 — «Морські дияволи. Смерч-2», сусід Гнєдиша;
- 2013 — «Кулінар-2», Антон Ілліч Горський, голова суду;
- 2013 — «Ковбої», Леонідич, таксист-приватник;
- 2014 — «Фронт», літній солдат;
- 2014 — «Сьома руна», Ілля Ілліч;
- 2014 — «Невипадкова зустріч», батько Посадського;
- 2014 — «Григорій Р.», Лисий, сектант;
- 2015 — «Вулиці розбитих ліхтарів-15», свідок;
- 2015 — «Така робота», Михайло Антонович Савкін;
- 2015 — «Сніг та попіл», Юхим Никодимович;
- 2016 — «Шаман. Нова загроза», Сергій Петрович Бугров, вахтер;
- 2016 — «Річка пам'яті», Іван Захарич;
- 2016 — «Мажор-2», сусід Ковальова;
- 2016 — «Десять вершин Семенова-Тян-Шанського» (документальний), Петро Петрович Семенов-Тян-Шанський;
- 2017—2018 — «Гоголь», отець Варфоломій;
- 2017 — «Я вибираю тебе», Микола Самсонич, завгосп дитбудинку;
- 2017 — «Чужа особа», дід Юхим, свідок;
- 2017 — «Таємниці та брехня», Ігор Панюшкін;
- 2017 — «Крила імперії», ерізод;
- 2017 — «Комісарша», господар будинку;
- 2018 — «Скарби Єрмака», старик;
- 2018 — «Селфі з долею», Василь Галочкін;
- 2018 — «Подзвоніть Мишкіну», дачник;
- 2018 — «Мельник», Михайло Ілліч Піскарьов (Михась), злодій у законі;
- 2019 — «Рюриковичі» (документальний), Всеволод Ярославович;
- 2019 — «Лицар нашого часу», Чешкін;
- 2020 — «Щастя в конверті», Петро Степанович;
- 2020 — «Сто років шляху», отець Андрій, настоятель храму;
- 2020 — «Бухта Глибока», Лундберг;
- 2020 — «Таємниці слідства-20», Гнат Матвійович Рубцов;
- 2020 — «Докази з минулого. Роман без останньої сторінки», Марлен Георгійович Лаврентьєв;
- 2021 — «Чингачгук», Санич.

## Відзнаки
- Державна премія СРСР (1977; за виконання ролі Рябініна у виставі «Вони були акторами»)[1];
- Заслужений артист УРСР з 1979 року.